# Karkade
Karkade, též ibiškový čaj, je bylinný nápoj, připravovaný ze sušených rudých až rudofialových zdužnatělých květních kalichů ibišku súdánského (Hibiscus sabdariffa). Je oblíbený v severní a západní Africe, na Blízkém Východě a v Latinské Americe. V Mexiku je nazýván Agua/Rosa de Jamaica nebo krátce jamaica.
Obsahuje vitamín C a minerály a je proto tradiční součástí přírodní medicíny. Může při některých onemocněních (cukrovka 2. typu) snižovat krevní tlak, pro přímou léčbu hypertenze však dostatečné průkazy tohoto účinku nejsou. Tmavě rudé zabarvení mu dodávají flavonoidní glykosidy.